# Фоминско-Березуйское княжество
Фоми́нско-Березу́йское кня́жество — русское удельное княжество под управлением одной из ветвей династии Рюриковичей.

## Территория
Столицами двух частей княжества были соответственно Фоминский городок и Березуеск.
Места средневековых городов (городищ) совпадают с большей их частью. Район являлся издревле ключевым, так как представлял узловую точку торгового пути между норманами и средиземноморскими государствами. Фактически район является «волоком» между реками новгородских земель, Волгой и Днепром. Основным конкурентом Фоминского удела оказывались зубовские поселения на Волге. Являясь наименьшим, княжество оказывалось ключевым в развитии всех трёх великих княжеств Тверского, Смоленского, Московского.

## История
Небольшое феодальное владение, выделившееся из Смоленского княжества в 1-й пол. XIII века. Досталось в управление сыну смоленского князя Константина Давыдовича Юрию. В IV поколении от Юрия Константиновича, в правление князя Фёдора Константиновича Меньшого Фоминского, Березуйское, Ржевское и Фоминское княжества — представлены уделами, которые уже вскоре (нач. XV в.) были присоединены к Литве. Ржевское княжество, из всех трех уделов древнего Фоминского, относят к самостоятельному, вероятно более древнему чем Фоминское — в связи с родовыми корнями князей Ржевских, как потомков Рюрика.